# Connexochiton moreirai
Connexochiton moreirai är en blötdjursart som först beskrevs av Righi 1973.  Connexochiton moreirai ingår i släktet Connexochiton och familjen Ischnochitonidae. Inga underarter finns listade i Catalogue of Life.